# جايسون فورستر
جايسون فورستر (بالإنجليزية: Jason Forster)‏ هو لاعب اتحاد الرغبي بريطاني، ولد في 25 فبراير 1971 في دربي في المملكة المتحدة.

## روابط خارجية
- جايسون فورستر على موقع اتحاد ألعاب الكومنولث (مؤرشف) (الإنجليزية)